# Эллис, Аллан
Аллан Эллис (19 августа 1951 — 18 сентября 2013) — игрок в американский футбол.

## Биография
Аллан Эллис (19 августа 1951 — 18 сентября 2013) был крайним защитником, сыгравшим девять сезонов в Национальной футбольной лиге. Эллис учился в Калифорнийском университете в Лос-Анджелесе. В 1977 году Эллис был назван в свой единственный Pro Bowl и стал первым защитником Chicago Bears, получившим имя.
18 сентября 2013 года Эллис умер в Чикаго.